# Eleonora Hiltl
Eleonora „Nora“ Hiltl (* 21. Juni 1905 in Wien; † 2. Jänner 1979 ebenda) war eine österreichische Lehrerin und Politikerin (ÖVP).

## Leben
Eleonora Hiltl – sie wird oft mit ihrem Kosenamen Nora bezeichnet – wurde wie ihre Zwillingsschwester Herta Pammer am 21. Juni 1905 im Wiener Gemeindebezirk Hietzing geboren. Bedingt durch den Beruf ihres Vaters, Oberst der Kavallerie in der Gemeinsamen Armee, musste die Familie anfänglich oft den Wohnort wechseln. Nach Ende des Ersten Weltkriegs ließ sich die Familie in Innsbruck in Tirol nieder, wo Eleonora Hiltl nach der Mittelschule die Reifeprüfung ablegte.
Nach der einjährigen Haushaltsschule der Ursulinen in Innsbruck begann Hiltl an der Musikakademie Wien Musik auf Lehramt zu studieren. Nach der 1928 absolvierten Staatsprüfung für Klavier mit Auszeichnung erwarb sie 1933 die Staatsprüfung für das Lehramt in Musik an Mittelschulen und Lehrerbildungsanstalten.
1933 kehrte sie zunächst an die Haushaltsschule der Ursulinen in Innsbruck zurück, wo sie bis 1935 unterrichtete. Im September 1935 ließ sie sich endgültig in Wien nieder, wo sie begann, an verschiedenen Schulen Musikpädagogik zu unterrichten. Ab September 1939 war sie jedoch ausschließlich am Gymnasium Wenzgasse in Hietzing sowie an der heutigen Berufsschule Mollardgasse in Mariahilf tätig.
Von November 1939 bis April 1940 war Hiltl, die stets gegen das NS-Regime auftrat, in Gestapo-Haft. Sie durfte zwar danach wieder als Lehrerin arbeiten, stand jedoch unter strenger Beobachtung.
Nach Ende des Zweiten Weltkriegs, 1945, gab sie ihre Lehrertätigkeit zugunsten ihres Eintritts in die Politik auf. So zog sie 1945 als Abgeordnete der ÖVP in den Wiener Landtag und Gemeinderat ein. 1946 wurde sie Angestellte im heutigen Bundesministerium für Unterricht, Kunst und Kultur, wo sie das Referat Allgemeine Frauenbildung übernahm. Da ihr die Interessen der Frauen am Herzen lag, gründete sie unter anderem 1946 die einmal wöchentlich erscheinende Zeitschrift Frau von heute, die sie bis 1956, als Chefredakteurin leitete.
1968 ging sie noch einmal als Studentin an die Universität Wien, wo sie begann Theaterwissenschaft und Kunstgeschichte zu studieren. 1974, im Alter von 69 Jahren, wurde Hiltl Doktor der Philosophie.
Im Juni 1969, nach 24 Jahren als Wiener Landtagsabgeordnete, zog sie als Mitglied in den Bundesrat ein. Diesem gehörte sie jedoch nur eineinhalb Jahre, bis Dezember 1970 an.
Ihr Ur-Ur-Großvater war der Fleischhauer und Bankier Josef Ettenreich, der Lebensretter von Kaiser Franz Joseph I. beim versuchten Attentat auf Kaiser Franz Joseph I. 1853.

## Auszeichnungen
- Großes Ehrenzeichen für Verdienste um die Republik Österreich
- Goldenes Ehrenzeichen für Verdienste um das Land Wien
- Benemerenti-Medaille
- Ehrenzeichen für Verdienste um die Befreiung Österreichs[2]
- Der Nora-Hiltl-Hof in Hietzing trägt den Namen der Politikerin.
- Ebenfalls in Hietzing gibt es seit September 2011 den Hiltlweg.